# 수헤일라 야쿠브
수헤일라 야쿠브(Souheila Yacoub, 1992년 6월 29일 ~ )는 스위스의 배우, 전직 리듬 체조 선수이다. 2022 베를린 영화제 슈팅스타상 공동수상자이다.

## 출연 작품

### 영화
- 클라이맥스 (2018) - 루 역
- 눈물의 소금 (2020)
- 듄: 파트 2 (2024) - 시샤클리 역